# Nowohryhoriwka (rejon berysławski)
Nowohryhoriwka (ukr. Новогригорівка) – wieś na Ukrainie, w obwodzie chersońskim, w rejonie berysławskim. W 2001 liczyła 122 mieszkańców, spośród których 116 posługiwało się językiem ukraińskim, a 6 rosyjskim.
Podczas inwazja Rosji na Ukrainę w 2022 wieś została zajęta przez Rosjan, a następnie w październiku odbita przez Ukrainę.